# Ron Galella

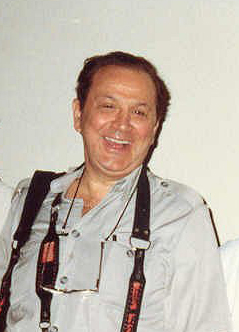
Ron Galella in 1988

Ron Galella (1931 - 30 april 2022) was een Amerikaans fotograaf. Hij wordt omschreven als de eerste paparazzo.

## Biografie
Zijn vader, Vicenzo, was een meubelmaker afkomstig uit Muro Lucano (Basilicata) die trouwde met een Amerikaanse met Italiaanse roots uit Benevento. Galella raakte in de ban van fotografie doordat hij in de Koreaanse Oorlog tussen 1951 en 1955 als technicus aan camera's moet werken. Later studeerde hij fotografie aan de Art Center School in Pasadena en pikt lessen mee van regie en drama. Vervolgens start hij als fotograaf in New York en krijgt na enige tijd werk voor boulevardblad National Enquirer en filmmagazine Photoplay. 
Hij jaagde echter ook op bekende personen door zich te verkleden, mensen om te kopen of te partycrashen. Privacy bestond voor hem niet en dit bracht hem meermaals in conflict met beroemdheden. Waaronder een vuistslag van Marlon Brando in 1973, waaraan hij een gebroken kaak en vijf gebroken tanden aan overhoudt, Richard Burton die hem in zijn poolhouse aantreft en Jackie Kennedy die na meerdere processen hem een contactverbod opleverde, Elvis Presley die zijn auto liet saboteren en ook Brigitte Bardot, Elizabeth Taylor, Sean Penn.
Zijn foto's verschenen in honderden publicaties, waaronder Rolling Stone, People, Harper's Bazaar, Time, Vogue, Vanity Fair, The New Yorker, The New York Times. 
In de jaren '90 kreeg hij minder opdrachten. In de jaren '00 kwam er wel vanuit de kunstwereld aandacht en werden zijn foto's uitgebracht in boeken en tientallen tentoongesteld waaronder MoMA (New York), Museum für Fotografie (Berlijn), San Francisco Museum of Modern Art en de Tate Modern (Londen). 
Hij trouwde in 1979 en verhuisde naar Montville.

## Erkentelijkheden
- In 2009 werd hij ereburger van Muro Lucano.
- In 2010 werd een documentaire over hem gemaakt die de titel draagt Smash His Camera.[2] De titel is een citaat van Jacqueline Kennedy Onassis gericht aan haar beveiligingsagent nadat Galella haar en haar kinderen had achtervolgd door Central Park. De documentaire won in 2010 de Grand Jury Award voor regie in de categorie Amerikaanse documentaire (Sundance Film Festival).
- In 2016 werd de foto "Windblown Jackie" door Time Magazine opgenomen onder "De meest invloedrijke afbeeldingen aller tijden".
- Kunstenaar Andy Warhol en kunstschrijver Glenn O'Brien omschreven hem als een uitstekende kunstfotograaf.